# Turn It Around!
Turn It Around! è una compilation del 1987 pubblicata dalla fanzine americana Maximumrocknroll.

## Il disco
Contiene 17 brani di varie band, per lo più punk (quasi tutte underground e non più in attività), che animavano l'omonima scena nell'East Bay californiana sul finire degli anni 1980. Fu stampato una prima volta nel 1987 su due 45 giri da 7 pollici l'uno; poi, nel 1992, venne ristampato su un unico 33 giri da 12 pollici, sui cui lati A a B si trovano le canzoni rispettivamente del primo e del secondo 45 giri.
Su Turn It Around!, inoltre, viene pubblicata per la prima volta una canzone degli Operation Ivy, I Got No, ed è presente anche la band Yeastie Girlz, composta di sole donne, con la canzone Yeastpower!; lo stile di queste ultime, comunque, può  essere ricondotto al rap.

## Tracce

### Disco 1

#### Lato A
1. Corrupted Morals - Where Is He?
2. Sweet Baby Jesus - She's From Salinas
3. Isocracy - Confederate Flags
4. No Use for a Name - Gang Way

#### Lato B
1. Crimpshrine - Another Day
2. Operation Ivy - I Got No
3. Stikky - Fun On The Freeway
4. Nasal Sex - Freezer Burn

### Disco 2

#### Lato A
1. Yeastie Girlz - Yeast Power!
2. Rabid Lassie - Contragate
3. Sewer Trout - Wally & The Beaver Go To Nicaragua
4. Isocracy - ZBHR
5. Operation Ivy - Officer

#### Lato B
1. Sweet Baby Jesus - Pathetic
2. Crimpshrine - Rearranged
3. Stikky - Moshometer
4. Buggerall - Two Taps